# Raggruppamento Nazional Popolare
Il Raggruppamento Nazional Popolare (Rassemblement national populaire, RNP) fu un partito collaborazionista francese, fondato dall'ex ministro dell'aviazione Marcel Déat (ex dirigente della SFIO) nel gennaio/febbraio 1941. D'ispirazione socialista ed europeista, ebbe però per obiettivo la "salvaguardia della razza" e collaborò con la Germania nazionalsocialista.
Fu uno dei tre principali partiti collaborazionisti, insieme al Partito Popolare Francese (PPF) di Jacques Doriot e al Partito Francista di Marcel Bucard del regime di Vichy.
Fu costituito attorno a un piccolo nucleo di:
- neosocialisti;
- membri dell'Unione nazionale dei combattenti (Union nationale des combattants, UNC), tra cui il deputato conservatore Jean Goy (industriale e presidente dell'UNC);
- sindacalisti;
- ex militanti della SFIO (Marcel Déat, Francis Desphelippon, ex responsabile del gruppo Amicales socialistes, Roland Silly e soprattutto Georges Albertini, ex segretario delle gioventù socialiste e futuro segretario generale del RNP).
- comunisti dissidenti (come Henri Barbé)
- alcuni trotzkisti che più tardi avrebbero creato il Partito dei lavoratori.

I tedeschi occupanti imposero la fusione tra il RNP così costituito, che attirava soprattutto militanti di sinistra, con il Mouvement social révolutionnaire, un partito di ispirazione fascista fondato nel 1940 da Eugène Deloncle, già fondatore della Cagoule; nel MSR erano confluiti altri ex appartenenti alla Cagoule. Nonostante l'attivismo del segretario Georges Albertini, e la protezione dell'ambasciatore nazista Otto Abetz, il movimento non riuscì a superare i diecimila iscritti.
Il MSR non si integrò bene con il RNP fin dal principio, tra i rispettivi leader vi era notevole diffidenza, tanto più che Deloncle era noto per le trame ordite. Nell'agosto 1941 un membro della Resistenza Paul Collette compì un attentato contro Pierre Laval e Marcel Déat. Déat accusò Deloncle di aver commissionato questo attentato e il MSR fu quindi espulso dal partito nell'ottobre del 1941. Roland Gaucher fu responsabile dell'organizzazione giovanile della RNP.
Con il leader Déat entrò nel marzo 1944 nel governo di Vichy come ministro del Lavoro e da allora questi si concentrò più sui compiti di governo che sull'organizzazione del RNP, fino all'ottobre 1944, quando si trasferì nella Germania nazista.